# 金子佐一郎
金子 佐一郎（かねこ さいちろう、1927年（昭和2年）8月6日 - 2014年（平成26年）8月9日）は、日本の地方政治家、教育者。第5代東京都調布市長。

## 来歴・人物
調布市国領町出身・在住。
1951年、日本大学農獣医学部畜産学科卒業。
1966年、私立調布若竹幼稚園（現：学校法人泳光学園調布若竹幼稚園）を開園、金子水泳学校（現：アクラブ）を設立。
代議士秘書、調布市議会議員を経て、1978年に調布市長に初当選。2期つとめ、1986年引退。元調布若竹幼稚園園長。
その後は「アクラブ」を運営する金子スポーツ振興株式会社会長、調布・木島平交流倶楽部会長、東京調布ロータリークラブ会員、皇風調布後援会顧問。
没後、2014年に調布市名誉市民となる。

## 栄典
- 1997年 - 勲五等双光旭日章